# Attila Vári
Attila Vári (ur. 26 lutego 1976 w Budapeszcie) – węgierski piłkarz wodny, zdobywca srebrnego medalu z drużyną na Letnich Igrzyskach Olimpijskich w Sydney i na Letnich Igrzyskach Olimpijskich w Atenach.